# Schönstatt-beweging

Schönstatt-logo

De Schönstatt-beweging (ook Apostolische Beweging van Schönstatt) is een internationale katholieke apostolaatsbeweging. De plaats van oorsprong alsook het geestelijk centrum van de beweging is Schönstatt, een gebied dat deel uitmaakt van Vallendar bij Koblenz. Oprichter van de beweging was pater Josef Kentenich, die de Kerk en het christelijk geloof een nieuw, modern gezicht wilde geven. Schönstatt kan worden opgevat als de visie van de pater hoe de Kerk er in de toekomst uit zou kunnen zien. De beweging had zwaar te lijden onder het regime van het Derde Rijk. Na de Tweede Wereldoorlog ontstonden er conflicten met de Kerk en de Pallottijnen. Het Tweede Vaticaans Concilie (1962-1965) bevestigde echter de ideeën van pater Kentenich.

## Geschiedenis

### Stichting

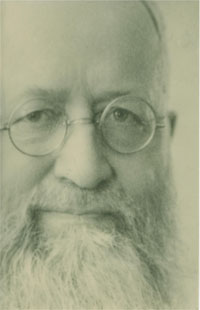
Pater Josef Kentenich

De stichter van de internationale beweging was pater Josef Kentenich. De pater was sinds oktober 1912 verbonden aan een Pallottijns jongensinternaat in Schöntatt bij Vallendar en in die hoedanigheid belast met de religieuze opvoeding van jongeren. Bij deze opgave stuitte de pater op de vele vormen, regels en tradities van de Kerk waardoor de Kerk in het leven en het hart van mensen vaak veelal amper meer dan een lastige plicht werd ervaren.
Tijdens de kerstvakantie in 1912 stichtte de pater met geïnteresseerde scholieren een missievereniging. Deze vereniging ontwikkelde zich tot een op 19 april 1914 opgerichte Mariale Congregatie. Speerpunten van de congregatie waren eucharistie en missie. Het centrale thema werd de vernieuwing van het katholieke geloof. Als plek van samenkomst maakte de groep gebruik van een destijds verlaten kapel van het vroegere Augustijner klooster Schönstatt. Deze kapel werd in de loop der decennia als oerheiligdom het religieuze middelpunt van de beweging. Om het christelijk geloof weer in harmonie te brengen met het dagelijkse leven, sloten de pater en de leden van de Mariale Congregatie op 18 oktober 1914 een zogenaamd Liefdesverbond, een verbond met Maria naar het voorbeeld van het Bijbelse Godsverbond, dit wordt beschouwd als het moment van de stichting van de Schönstatt-beweging.
Belangrijke thema voor de zich steeds verder ontwikkelende congregatie werden:
- De psychologische toegang tot de eigen individuele persoonlijkheid en de daaruit voortvloeiende aanknopingspunten voor een persoonlijk geloof.
- De nadruk op de gemeenschap.
- De aanpassing van het leven aan idealen (zowel persoonlijk alsook voor een hele groep). Dergelijke idealen konden geformuleerde doelen of eigenschappen zijn, maar ook voorbeelden. In deze samenhang neemt de heilige Maagd Maria een bijzonder plaats in.

### De groei
De beide wereldoorlogen drukte een duidelijk stempel op de geschiedenis van de Schönstatt-beweging in haar ontstaansperiode. Door de uitbraak van de Eerste Wereldoorlog werden de jonge mannen van het internaat opgeroepen voor de dienstplicht. Zo verbreidden zij hun ideeën onder hun kameraden en vonden zij in andere soldaten met religieuze belangstelling steeds meer aanhangers. Na de oorlog werd pater Kentenich voor de geestelijke verzorging van de inmiddels grotere groep aanhangers vrijgesteld. Op 20 augustus 1919 stichtte een groep voormalige soldaten de Apostolischen Bund, een jaar later ontstond de Apostolische Liga, Al snel sloten zich ook vrouwen aan en vormden een eigen bond. In de jaren 20 groeide de beweging snel. Vooral bij leraren, theologiestudenten en priesters genoot de beweging een grote populariteit. Binnen enkele decennia was de beweging op vele Duitse plaatsen present en vond er uitbreiding in het buitenland plaats. In 1933 werden voor het eerst vrouwen naar Zuid-Afrika, Brazilië, Argentinië en Chili uitgezonden, om de daar ontstane Schönstatt-groepen te ondersteunen.
Pater Josef Kentenich hield en leidde in deze tijd veel retraites, voordrachten en bijeenkomsten.  

### De problemen tijdens het nazi-regime
De vijandigheid van het nationaalsocialisme jegens de Katholieke Kerk trof in het bijzonder de Schönstatt-beweging, waarvan de idealen overduidelijk strijdig waren met die van de nazi's. Veel leden van de beweging leden onder de vervolging van het regime. Met verboden, huiszoekingen en intimidaties werd het werk van de beweging bemoeilijkt. Menigeen werd gearresteerd en kwam in een concentratiekamp terecht. Hieronder bevonden zich de stichter van de beweging, pater Kentenich, en enkele van zijn naaste medewerkers zoals pater Josef Firscher, pater Albert Eise, Heinz Dresbach, Heinrich König en Karl Leisner. Pater Franz Reinisch weigerde de eed van trouw aan Hitler en werd ter dood veroordeeld.
Pater Kentenich werd op 20 september 1941 gearresteerd en kwam ten slotte in het concentratiekamp Dachau terecht. En ook daar vonden de ideeën van Schönstatt weerklank. Via een bewaker slaagde pater Kentenich er in brieven te sturen naar de Mariazusters. Hij verborg zijn theologische ideeën en aanwijzingen in naïeve verzen, die later werden gepubliceerd onder de titels "Hirtenspiegel" en "Himmelwärts". In het kamp richtte de pater het Institut der Schönstattfamilien en de Broeders van Maria op. Op 20 mei 1945 keerde Kentenich naar Schönstatt terug. Na zijn terugkeer stelde de pater de volgende prioriteiten op voor de beweging:
- De internationalisering van de beweging;
- de worteling van de beweging in andere landen;
- het vastleggen van de kerkrechtelijke status van de beweging in haar gemeenschappen.

### Het conflict met de Kerk
Al in de jaren 1930 ontstonden de eerste conflicten met de bisschoppelijke ordinariaten in Trier en Limburg. De geschillen hadden betrekking op de afwijkende ideeën van de Schönstatt-beweging. In 1948 onderging Schönstatt een kerkelijke inspectie. Alhoewel de conclusies van de inspectie niet negatief uitvielen en het seculiere instituut kerkrechtelijk erkend werd, bekritiseerde pater Kentenich het visitatiebericht op een nogal directe wijze. In een brief van 31 mei 1949 beschuldigde hij de Kerk van mechanisch denken en lokte daarmee een conflict met de Kerk uit. Als gevolg hiervan werd de beweging onderworpen aan een lang kerkelijk onderzoek, met als hoogtepunt een pauselijke visitatie door het Heilig Officie in de jaren 1951 tot 1953. Hieruit werd geconcludeerd dat Kentenich en zijn werk van elkaar gescheiden moesten worden. Daarmee brak er voor de pater sinds 21 juni 1952 een periode van verbanning aan in het Amerikaanse Milwaukee. Kentenich zag zichzelf echter niet als een verbitterde aanklager of tegenstander van de Kerk, maar vooral als een vernieuwer en vriend van de Kerk. En dus volgde hij alle aanwijzingen op. Na 13 jaren verbanning werd pater Kentenich door paus Paulus VI gerehabiliteerd en op 14 december 1965 keerde hij naar Schönstatt terug.

## De huidige tijd

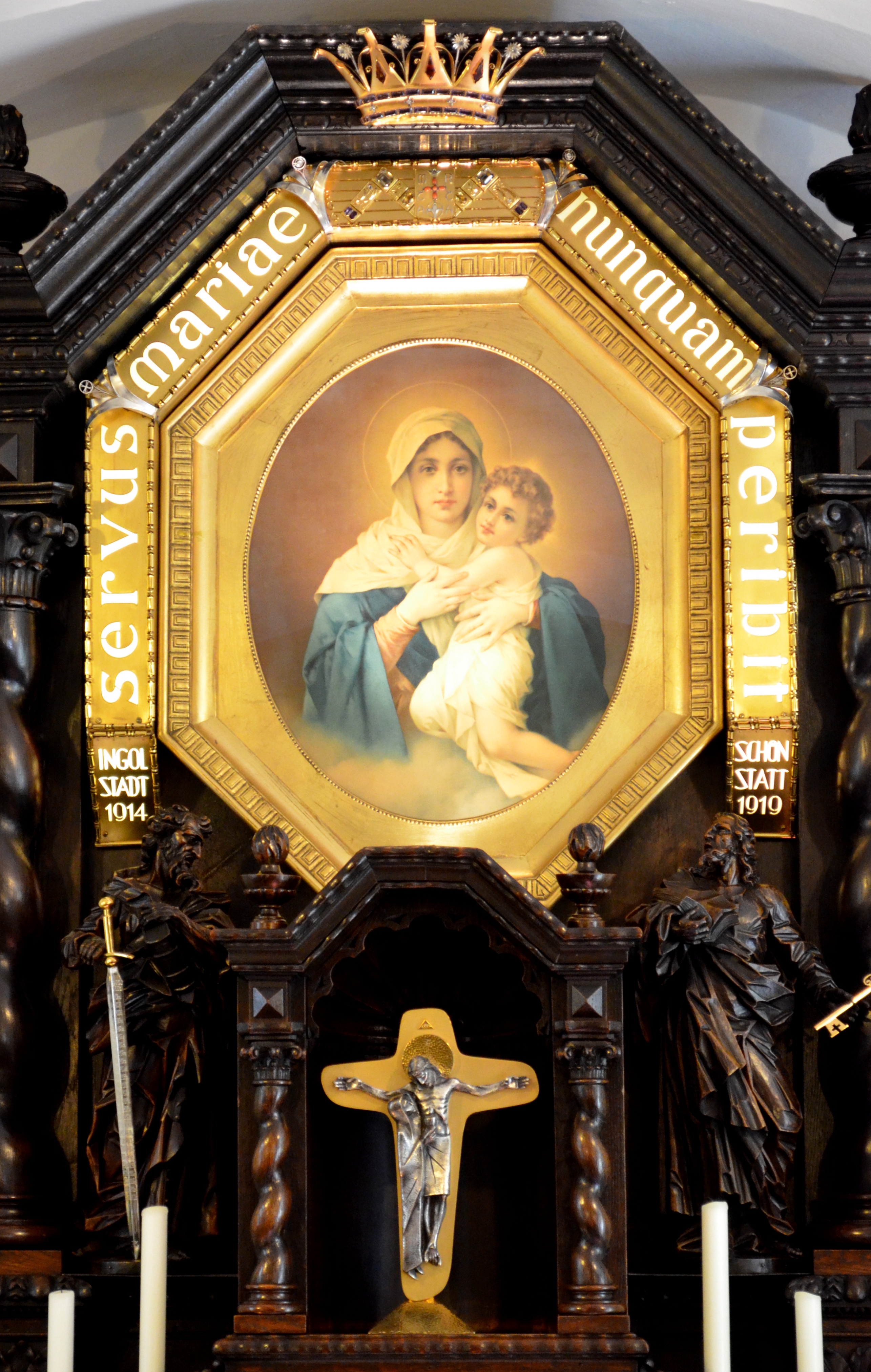
Altaar oerheiligdom

De beweging geniet grote bekendheid wegens haar engagement met het huwelijk, het gezin, jongeren en pedagogische en sociaal-maatschappelijke vraagstukken.
Vandaag de dag is de beweging in ongeveer 130 landen vertegenwoordigd, verdeeld over vijf continenten (Europa, Afrika, Azië, Noord- en Zuid-Amerika). Jaarlijks pelgrimeren tienduizenden bedevaartsgangers naar het oerheiligdom, de plek waar alles ontstond. Wereldwijd bestaan er bijna 200 zogenaamde Schönstattkapellen, exacte kopieën van het oerheiligdom in Schönstatt. Hiervan zijn er 56 in Duitsland, 30 in de rest van Europa en 74 in Zuid-Amerika. In het duitstalige gebied bestaan tientallen regionale Schönstattcentra, meestal met een heiligdom als middelpunt en andere inrichtingen zoals vormings- en ontmoetingscentra of huizen van de Schönstattgemeenschap.

### Spiritualiteit
De centrale thema's zijn de bovengenoemde ideeën waarmee pater Kentenich in 1914 de beweging in het leven riep zoals christelijke persoonlijkheidsvorming, oriëntatie aan idealen en het belang van de gemeenschap voor het geloofsleven en de persoonlijke groei. Schönstatt is wereldwijd bekend geworden door een groot aantal cursussen voor echtparen: van de klassieke cursussen ter voorbereiding van het huwelijk tot meer bij deze tijd passende trainingen als het omgaan met crisissituaties, opvoedingsproblematiek en pedagogiek.

### Lidmaatschap
Leden binden zich slechts ideëel aan de beweging door een wijding aan Jezus door Maria. Dit wordt het "Liefdesverbond met Maria" genoemd. Kentenich wilde binnen de beweging een zo groot mogelijke vrijheid voor het individu en daarom keurde hij de kloostergelofte als middel om zich aan een orde te verbinden af. Er behoeft ook geen lidmaatschapsbijdrage te worden afgedragen. De gemeenschappen moeten zich zien te redden met vrijwillige bijdragen, subsidies van religieuze evenementen en fondsenwerving.

### De structuur van de beweging
De beweging bestaat uit meerdere onafhankelijk van elkaar opererende deelgemeenschappen en kan worden verdeeld in drie categorieën:
- In de seculiere instituten volgen de leden zonder gelofte de aanwijzingen van de evangelische raden van kuisheid, gehoorzaamheid en eenvoud op.
- Bij de bonden bestaat er een -niet juridisch- verplichtende binding aan de gemeenschap.
- Het lidmaatschap van de Liga komt tot stand door het sluiten van het Liefdesverbond en leidt tot geen enkele verplichting.

Daarnaast zijn er nog de jeugdbewegingen, de bedevaartsbeweging en verschillende gemeenschapsoverstijgende projecten.

## Bekende personen
- Josef Kentenich (1885–1968), stichter van de beweging;
- Anton Fränznick (1889–1944), martelaar;
- Emilie Engel (1893–1955);
- Josef Engling (1898–1918);
- Gerhard Hirschfelder (1907-1942), martelaar;
- Heinrich König (1900–1942), martelaar;
- Franz Reinisch (1903–1942), martelaar;
- João Pozzobon (1904–1985);
- Heinz Dresbach (1911–1993);
- Karl Leisner (1915–1945), martelaar, zalig verklaard;
- Heinrich Tenhumberg (1915–1979), bisschop van Münster;
- Heinrich Schäfer (1920–1941);
- Josef Schärli (1920–2008);
- Heinrich Tenhumberg (1915-1979), bisschop van Münster;
- Mario Hiriart (1931–1964);
- Francisco Javier Kardinal Errázuriz Ossa (1933), generaal-overste van de Schönstatt-Patres (1974–1980), sinds 1979 algemeen voorzitter; sinds 2001 tot kardinaal verheven
- Elisabeth Schirle (1936),  regionaaloverste van de seculiere vrouweninstituten van Schönstatt in Zuid-Amerika en presidente van het curatorium van de Schönstattheiligdommen in Campanario (Chili) en Belén de Escobar (Argentinië);
- Tilmann Beller (1938–2012), leider van de beweging in Duitsland (1991–2002) en Oostenrijk (2003–2007);
- Robert Zollitsch (1938), van 2008 tot 2014 voorzitter van de Duitse bisschoppenconferentie;
- Lothar Penners (1942), sinds 2003 de leider van de Duitse beweging;
- Heinrich Walter, sinds 2003 generaal-overste van de Schönstatt-Patres.